# Steiner-Optik

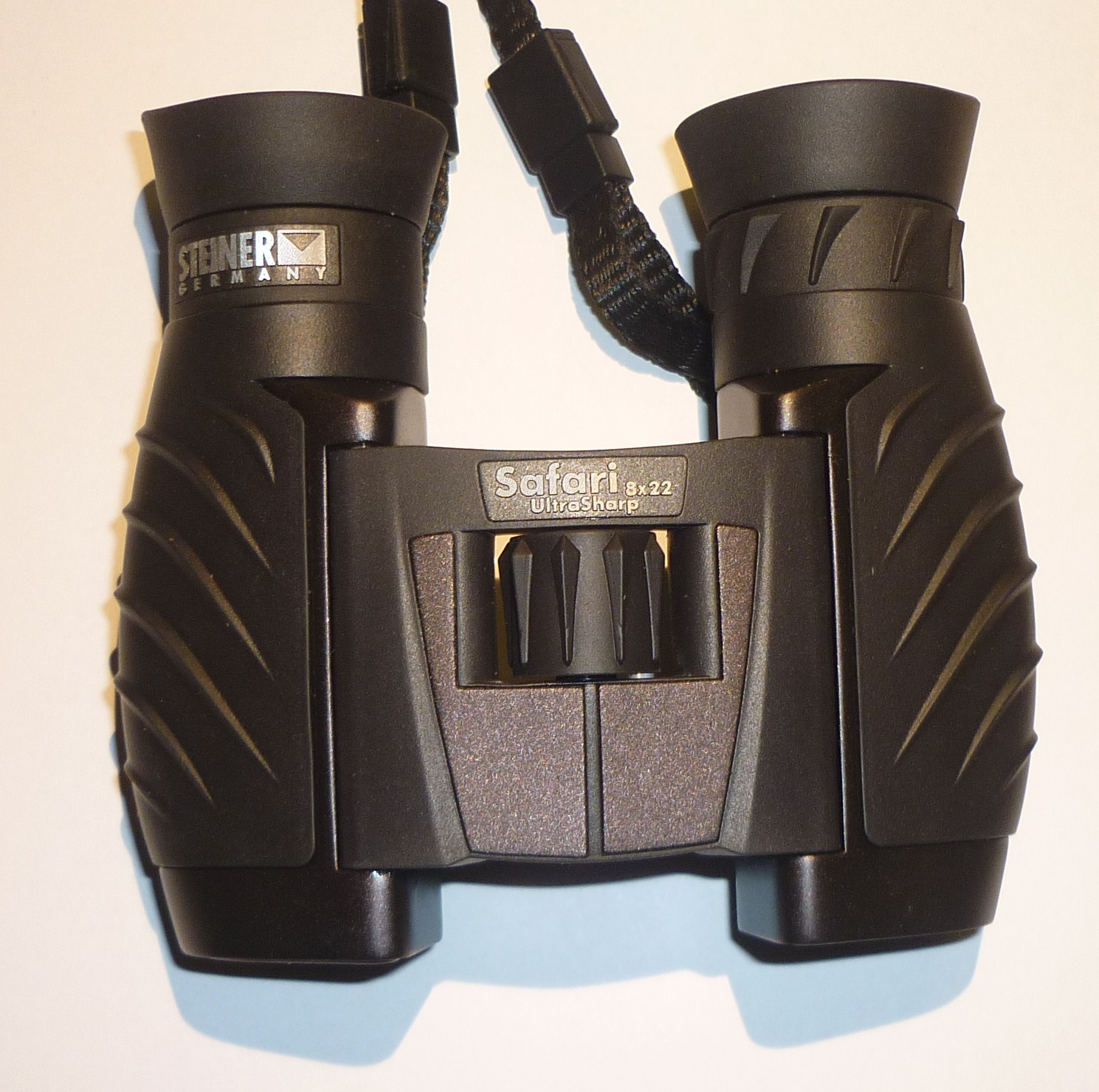
Kompaktfernglas (8x22) von Steiner

Steiner-Optik mit Sitz in Bayreuth, Bayern, ist ein international tätiger Hersteller von Ferngläsern für den militärischen, aber auch für den jagdlichen sowie maritimen Bereich. Das Unternehmen gehört seit 2008 zur Beretta-Unternehmensgruppe. Die Produktpalette umfasst Ferngläser, Zielfernrohre und Monokulare. Neben eigenen Linien für Jagd, Seefahrt, Outdoor und Ornithologie bietet Steiner eine ganze Reihe von Ferngläsern speziell für den militärischen und polizeilichen Einsatz an. Steiner-Optik bezeichnet sich als Weltmarktführer bei professionellen Ferngläsern und weltgrößten Hersteller für militärische Ferngläser. Jährlich werden 200.000 bis 250.000 Ferngläser produziert, die zu 80 % in den Export gehen.

## Geschichte
Karl Steiner gründete das Unternehmen am 28. November 1947. Das erste Produkt war die Kleinbild-Sucherkamera Steinette. Ab 1955 wurde die Produktion auf hochwertige Ferngläser umgestellt. 1965 wurde die Bundeswehr zu einem bedeutenden Kunden, an den Steiner von 1966 bis etwa 1972 das Dienstfernglas Fero-D 12 lieferte. Es hatte ein eigens entwickeltes stoßfestes Gehäuse aus Makrolon, ein Material, das bis heute von Steiner eingesetzt wird. Als erstes Unternehmen stellte Steiner Stickstoff-gefüllte Ferngläser her. Etwa 10 Prozent der verkauften Ferngläser gehen an militärische Abnehmer, darunter die US-Armee, die französische Marine und die indische Armee. 1989 erhielt Steiner-Optik den nach eigenen Angaben bis dahin weltweit größten Auftrag für militärische Ferngläser, der die Lieferung von 72.000 Stück an die US-Armee umfasste. Zu den weiteren Neuerungen durch Steiner-Optik gehörten das erste Fernglas mit Peilkompass und das erste Fernglas mit Laser-Schutzfilter.